# Cartea lui Iona

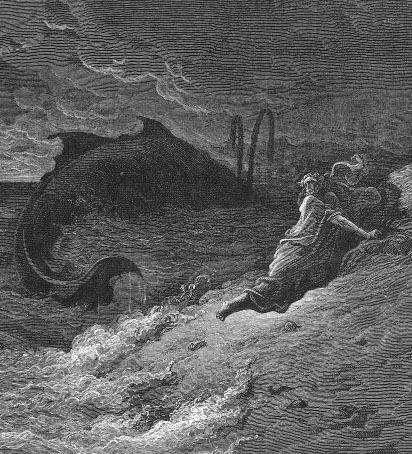
Iona și peștele într-o pictură de Gustave Doré (din 1883)

Cartea lui Iona este a cincea în colecția celor douăsprezece cărți profetice minore din Vechiul Testament. Ea îl are în prim-plan pe Iona, fiul lui Amitai, chemat de Dumnezeu să profețească în Ninive distrugerea cetății.
Savanții mainstream ai Bibliei consideră în general Cartea lui Iona drept ficțiune, și adesea cel puțin parțial o satiră.

## Conținut
Dumnezeu îi comandă lui Iona să prezică în orașul Ninive. Nevrând să meargă, Iona încearcă să evite comanda Dumnezeului ducându-se la Iope și apoi plecând la Tarsis. Începe furtuna pe mare. Marinarii descoperă repede că furtuna nu este una obișnuită și a apărut din cauza nesupunerii lui Iona în fața Domnului. Iona admite aceasta și spune că furtuna se va sfârși atunci când marinarii îl vor arunca peste bord. Marinarii încearcă să ducă corabia spre coastă dar, neputând, se simt forțați să îl arunce pe Iona. Când Iona se află în apă, marea se calmează. Iona este înghițit de către un pește mare.